# Половинка (Катав-Ивановский район)
Полови́нка — посёлок в Катав-Ивановском районе Челябинской области России. Входит в Катав-Ивановское городское поселение.

## География
В посёлке расположена железнодорожная станция Половинка-Катавская Южно-Уральской железной дороги. Расстояние до центра городского поселения города Катав-Ивановска 7 км.

## Население
| 2002 | 2010 |
| ---- | ---- |
| 206  | ↘154 |

Гендерный состав
По данным Всероссийской переписи 2010 года численность населения посёлка составляла 154 человека (74 мужчины и 80 женщин).

## Улицы
Уличная сеть посёлка состоит из 2 улиц.